# Arctia confluens
Arctia confluens là một loài bướm đêm thuộc phân họ Arctiinae, họ Erebidae.